# Studiengesellschaft für Elektrische Schnellbahnen

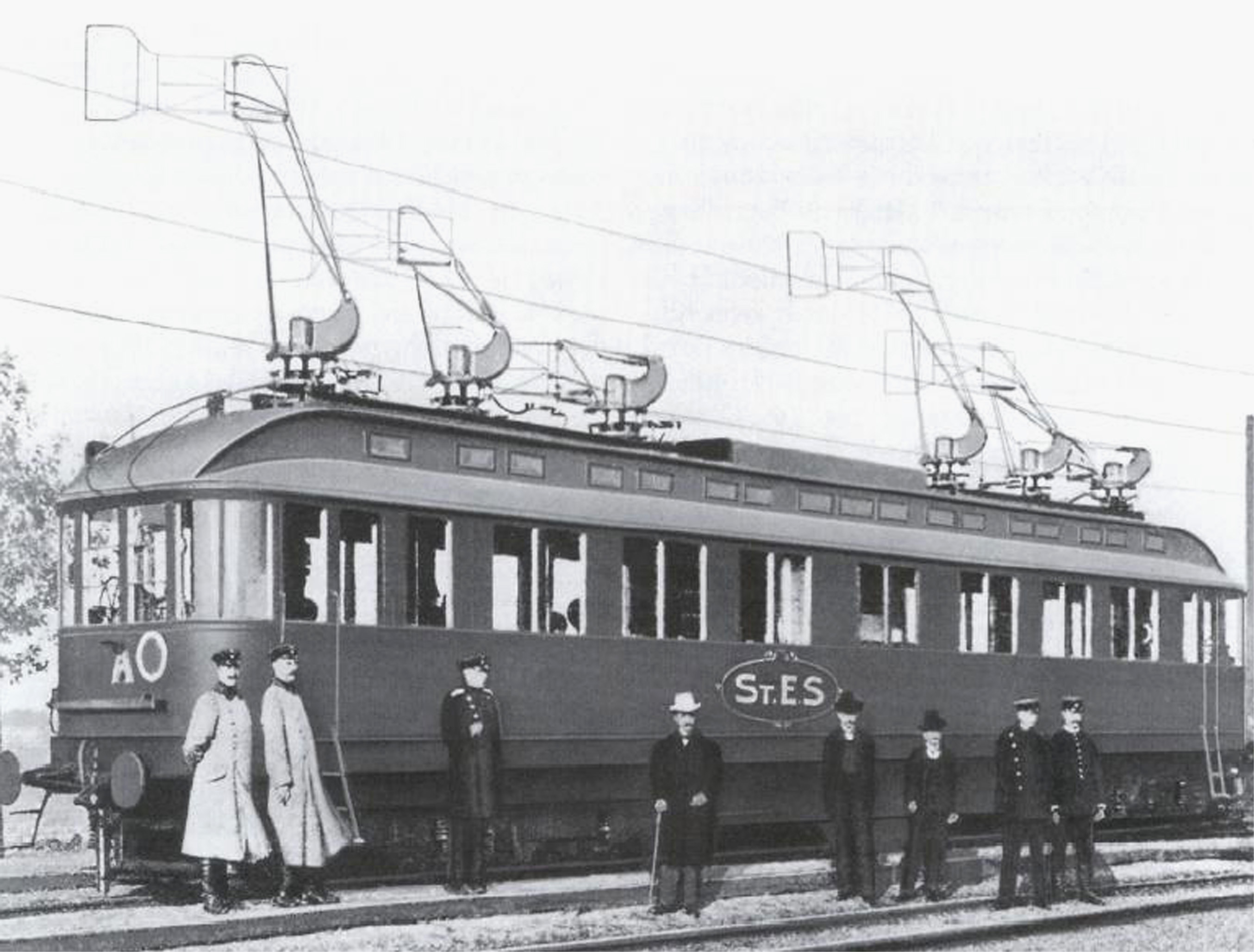
AEG-Drehstrom-Schnellbahnwagen, erreichte 210 km/h

Die Studiengesellschaft für Elektrische Schnellbahnen (St.E.S.) wurde am 10. Oktober 1899 in Berlin mit dem Ziel gegründet, die Anlage von Schnellbahnen mit elektrischem Betrieb in Deutschland vorzubereiten. Nach vier Jahren gelang es im Oktober 1903 kurz nacheinander zwei Drehstrom-Schnellbahnwagen der Studiengesellschaft, Geschwindigkeiten von mehr als 200 km/h zu erreichen. Am 28. Oktober 1903 wurde mit 210,2 km/h ein Weltrekord für Landfahrzeuge aufgestellt. Bezogen auf Schienenfahrzeuge konnte diese Geschwindigkeit erst 1931 vom propellergetriebenen Schienenzeppelin und erst 1954 von der französischen Elektrolokomotive CC 7121 übertroffen werden.

## Gesellschafter und Unternehmensziele

Logo der Gesellschaft auf einem Versuchsfahrzeug

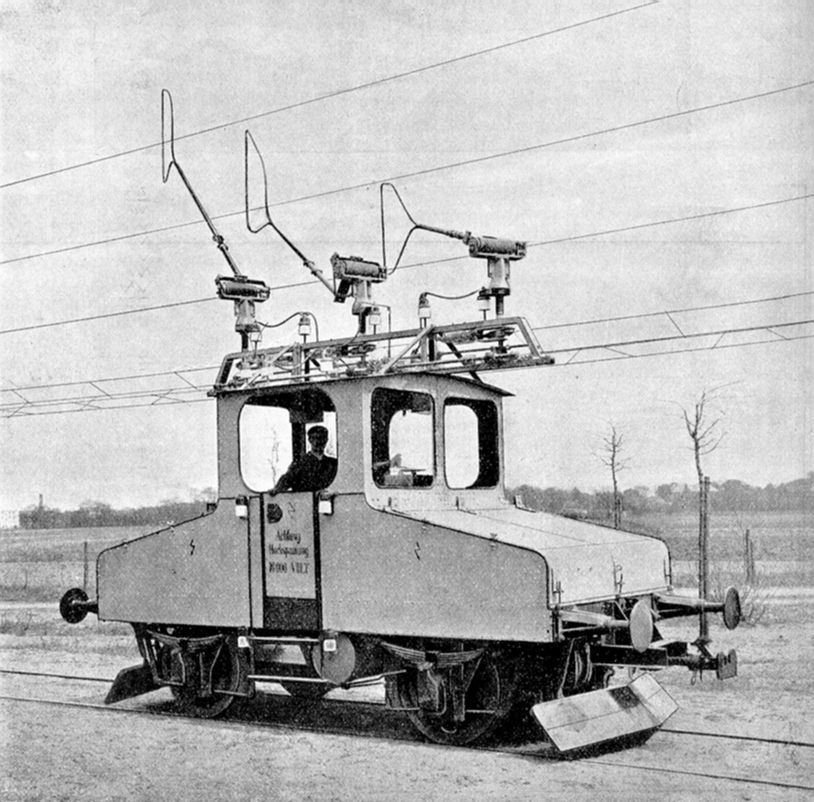
Die erste Siemens-Drehstromlok für die kurze Versuchsstrecke in Lichterfelde, 1900

Gesellschafter waren die führenden Elektrokonzerne Allgemeine Elektricitäts-Gesellschaft und Siemens & Halske, die Banken Delbrück Leo & Co, Deutsche Bank, Nationalbank für Deutschland und Jacob S.H. Stern sowie die Maschinenbauunternehmen von August Borsig, Philipp Holzmann & Co., Friedrich Krupp und Van der Zypen & Charlier. Die Deutsche Bank führte das Konsortium mit zwanzig Prozent Anteil an; es folgten AEG, Krupp und Siemens mit jeweils rund dreizehn Prozent. Das Unternehmen wurde als Gesellschaft mit beschränkter Haftung mit einem Kapital von zunächst 750.000 Mark gegründet. Geschäftsführer wurde Regierungsbaumeister a. D. Paul Denninghoff, der gemeinsam mit dem Geheimen Baurat Moritz Lochner auch die Versuchsfahrten leitete. Aufsichtsratsvorsitzender wurde der Präsident des Reichseisenbahnamtes Friedrich Schulz, Stellvertreter Georg von Siemens, Direktor der Deutschen Bank.
Unternehmensziel war nicht die Gewinnerzielung, sondern die Erforschung der Grundlagen des elektrischen Schnellverkehrs. Um 1900 fuhren bereits in vielen Städten mit Gleichstrom betriebene Straßenbahnen. Beim Gleichstrombetrieb sind aber hohe Verlustraten über größere Leitungslängen zu berücksichtigen. Es fehlten Erfahrungen über die Eignung von Einphasen-Wechselstrom oder gar Dreiphasen-Wechselstrom (Drehstrom) für den schnellen Eisenbahnverkehr über längere Strecken. Die Versuche sollten auch klären, ob eine Oberleitung für die Stromzuführung auch bei hoher Geschwindigkeit geeignet sei anstelle einer Stromschiene, wie sie bei den ersten elektrischen Bahnen oft verwendet wurde.
Siemens hatte bereits 1899 die 1,8 km lange Drehstrom-Versuchsstrecke Groß-Lichterfelde–Zehlendorf mit einer dreipoligen Fahrleitung eingerichtet und bei Versuchsfahrten mit langsamen Fahrzeugen erste Erfahrungen sammeln können.

## Teststrecke und Wagenschuppen

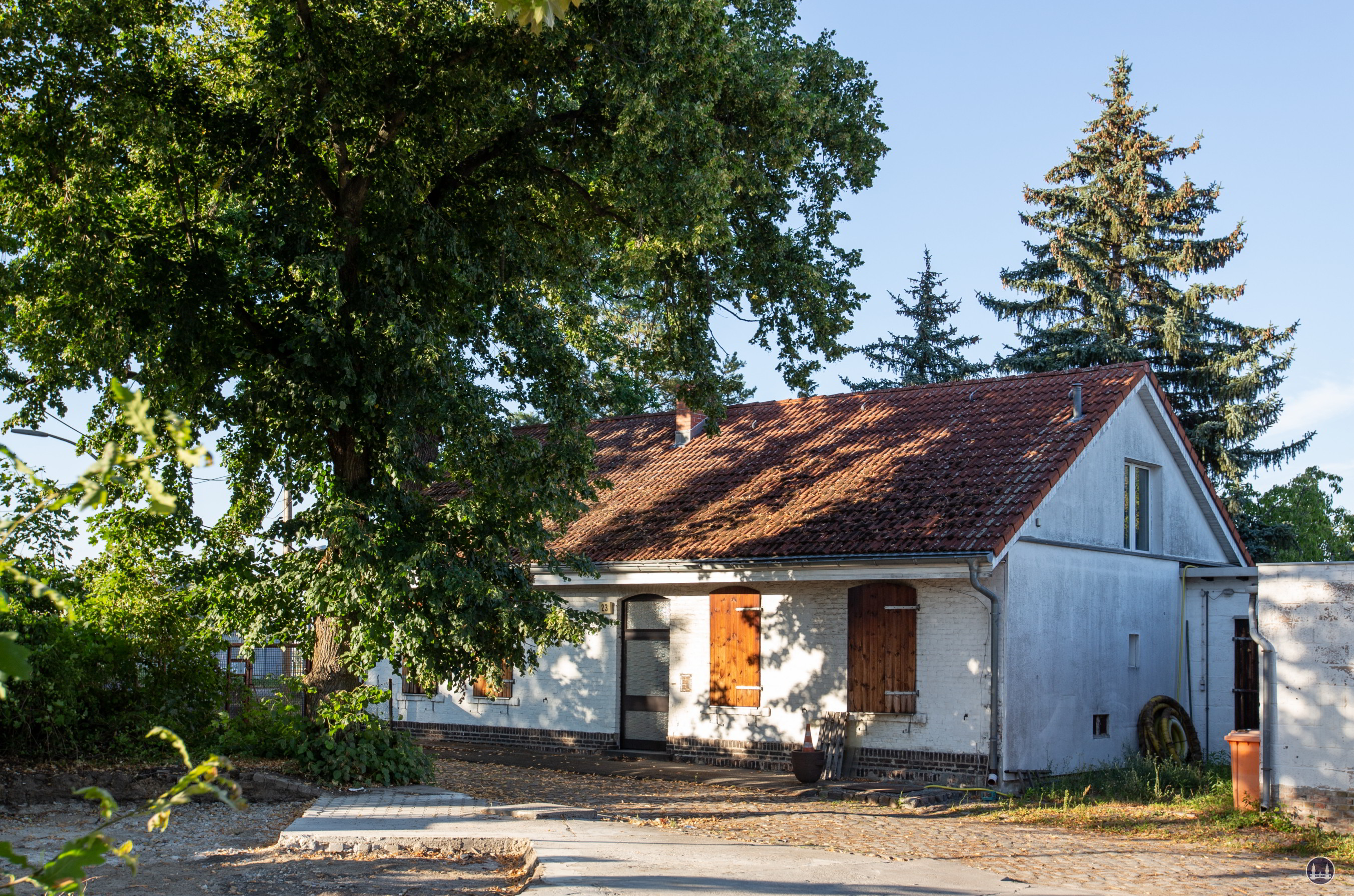
Bahnhof Marienfelde der Militäreisenbahn, 2020

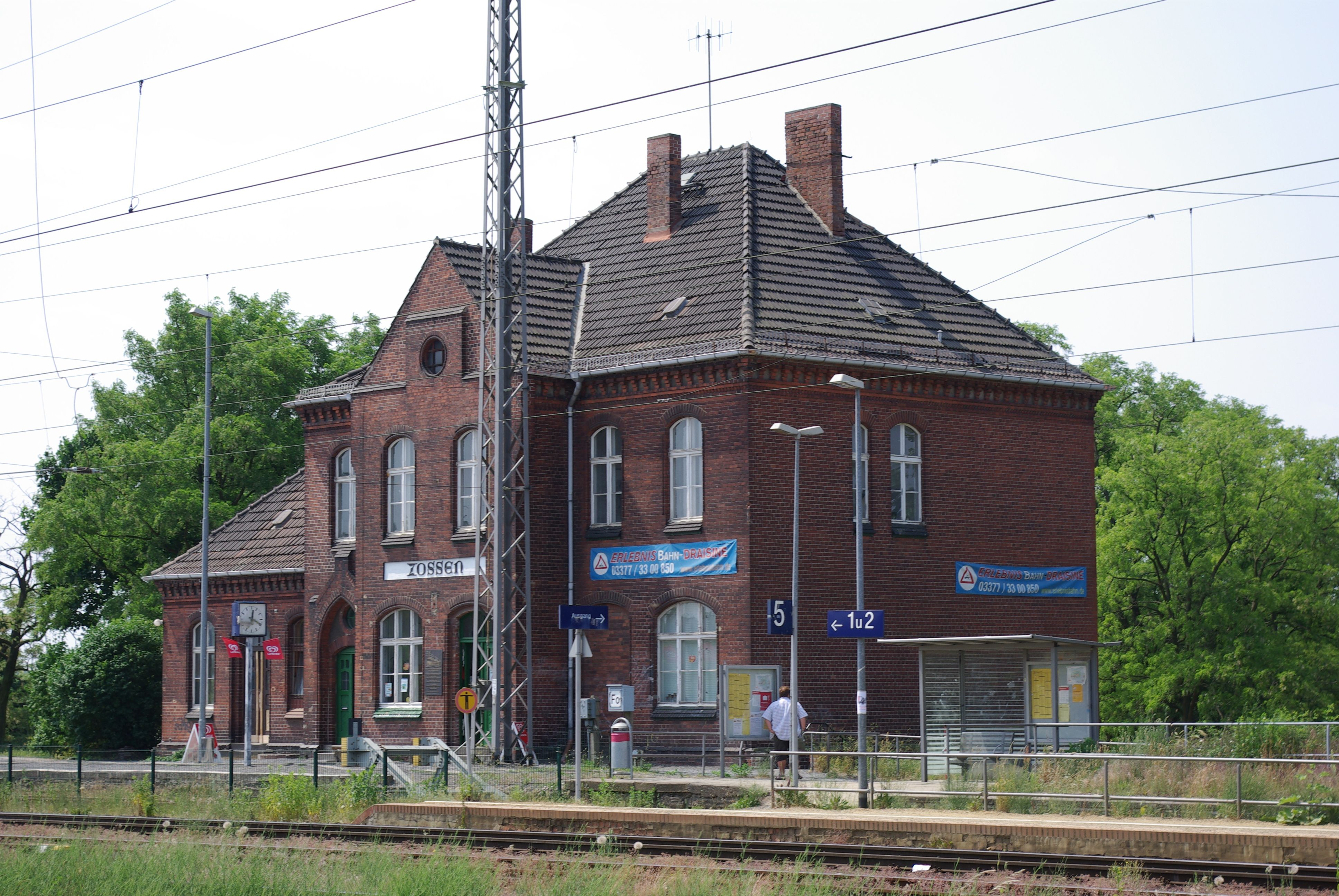
Bahnhof Zossen der Militäreisenbahn, 2008

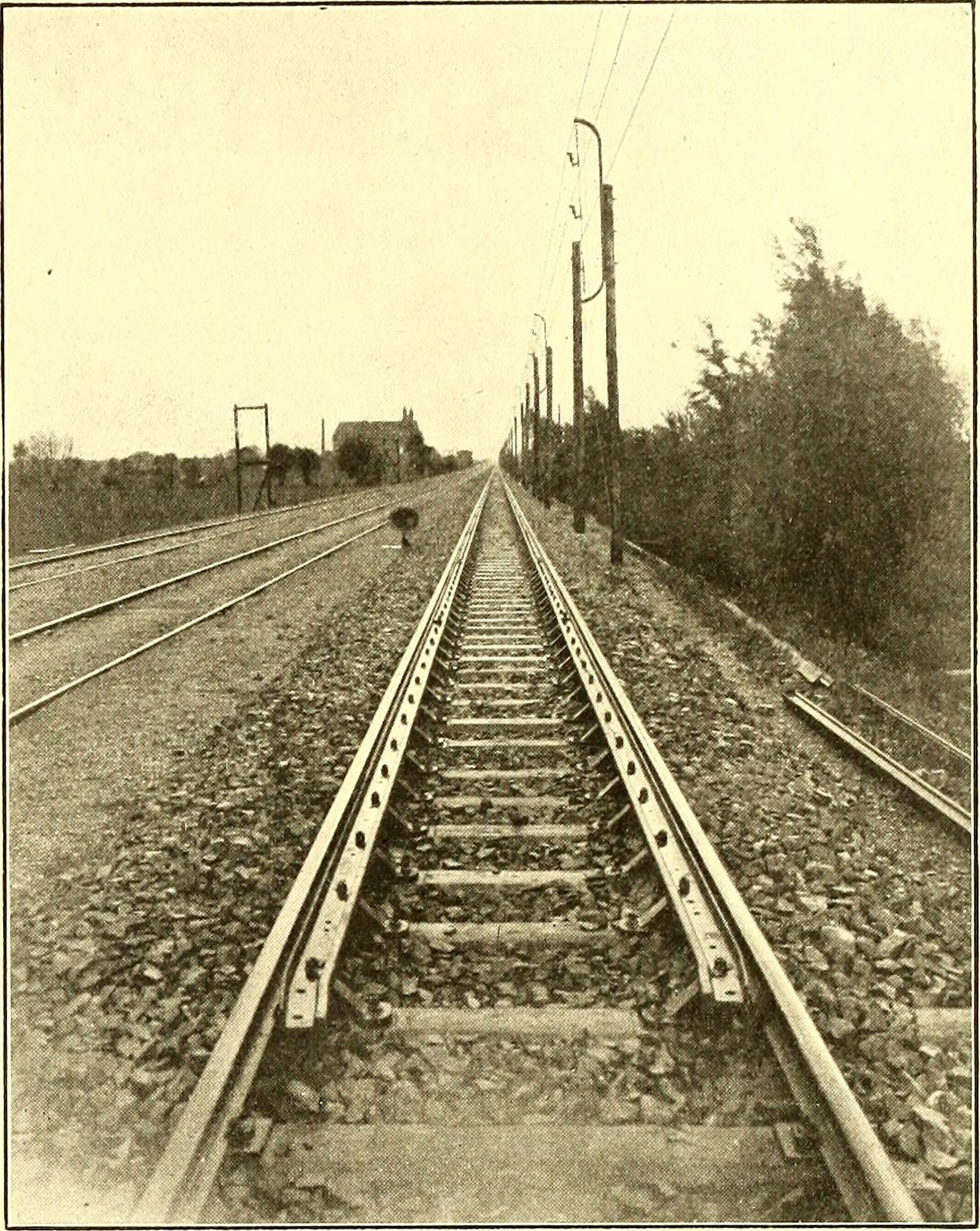
Dreipolige Drehstrom-Fahrleitung, verstärkter Oberbau mit 41 kg/m-Fahrschienen, Leitschienen und Basaltschotter bei km 10,5,
im Hintergrund links die Mälzerei Lichtenrade, 1903

Für die geplanten Testfahrten wurde ein 23 km langes geradliniges Teilstück der Militär-Eisenbahn Marienfelde–Zossen–Jüterbog zwischen Marienfelde (km 7,5) und Zossen (km 30,5) ausgesucht. Nach der Genehmigung durch den preußischen Kriegsminister von Goßler wurde die Strecke 1901 durch das Eisenbahnregiment hergerichtet.
Die Militärbahnstrecke war ursprünglich nur für max. 80 km/h zugelassen. Der Gleisoberbau musste deshalb vor Beginn der Versuchsfahrten überarbeitet werden. Dazu wurde ein Teil der aus den Anfangsjahren stammenden 6,6 m und 9 m langen alten Schienen durch neue Schienen (Metergewicht 33,4 kg/m, preuß. Form 6) ersetzt. Im Bereich Mahlow und Zossen wurden 9 m lange Schienen eingebaut, im Mittelabschnitt der Teststrecke kamen die längeren 12 m-Schienen zum Einsatz. Zusätzlich wurden die alten Stahlschwellen gegen neue längere Holzschwellen ausgetauscht. Auf den Bahnhöfen Mahlow und Rangsdorf wurden je zwei neue Federherzstücke in die Weichen eingebaut, um die Stationen mit höheren Geschwindigkeiten durchfahren zu können. Als Bettungsmaterial wurden aber weiterhin Kies und Sand verwendet.
Am südlichen Ende des Militärbahnhofes Marienfelde wurde auf angepachtetem Land ein zweigleisiger hölzerner Wagenschuppen zum Unterstellen der Schnellbahnwagen errichtet und direkt an das Streckengleis der Militärbahn in Richtung Zossen angeschlossen. Der Bauantrag für den Schuppen wurde im Mai 1901 gestellt. Er hatte eine Länge von 38 m und eine Breite von 15 m. Die Nutzlänge der beiden mit der Drehstrom-Fahrleitung versehenen Gleise vor dem Schuppen betrug rund 50 m.
Im September 1901 erfolgten die ersten Schleppfahrten der neuen Schnellbahnwagen mit vorgespannten Dampflokomotiven. Die Abnahme der elektrischen Anlage fand am 14. Oktober 1901 statt.
Bei den Versuchsfahrten zwischen September und November 1901 konnten Geschwindigkeiten bis 160 km/h erreicht werden. Eine weitere Steigerung der Geschwindigkeit musste jedoch unterbleiben, weil die Schnellbahnwagen in zu starke Schwingungen gerieten und die Gleisanlage sich als zu instabil erwies. Es zeigte sich die Notwendigkeit, den Oberbau noch weiter zu verstärken, um höhere Geschwindigkeiten sicher erreichen zu können.
Im Folgejahr wurde zwischen den Beteiligten über die Ertüchtigung der Gleisanlage verhandelt. Es wurde vereinbart, dass das neue Oberbaumaterial vom preußischen Minister der öffentlichen Arbeiten von Budde gemäß einem Vertrag vom April 1903 zunächst leihweise zur Verfügung gestellt wird und anschließend wieder ausgebaut werden sollte. Im Sommer 1903 bauten Soldaten des Eisenbahnregimentes die Versuchsstrecke innerhalb von rund 15 Wochen erneut in den nächtlichen Betriebspausen um, dies entsprach einer Umbauleistung von rund 250 m pro Nacht. Die bisherige Kies-Sand-Bettung wurde durch 20.000 m³ Basaltschlag (Schotter aus dem Steinbruch Sproitz/Niederschlesien) ersetzt. Auf der vollen Länge von 23 km wurden nun schwerere 12 m-Fahrschienen (41,38 kg/m, preuß. Form 8) eingebaut. Zusätzlich wurden Leitschienen als Schutzmaßnahme gegen Entgleisungen montiert. Die Schienen wurden auf 34.800 neuen Holzschwellen mit eisernen Hakenplatten montiert. Auf eine Schienenlänge von 12 m wurden 18 Schwellen verteilt (mittlerer Schwellenabstand 0,66 m).
Pierson hob hervor, „dass die Versuchsstrecke Marienfelde–Zossen den bestgepflegten Oberbau der Welt besaß“. Im Abschnitt zwischen km 10,5 und km 27,5 kamen zusätzlich Leitschienen hinzu, die im Ernstfall die Schnellbahnwagen führen sollten, aber letztendlich nicht benötigt wurden. Karl-Ernst Maedel zitiert in seiner Erzählung Marksteine über die Drehstrom-Versuchsfahrten und die Oberbauerneuerung von 1903 einen Oberingenieur Horn mit den Worten: „… daß nach diesen Maßnahmen die Gangruhe der Fahrzeuge ganz außerordentlich gewonnen habe, und daß selbst bei größter Geschwindigkeit der Wasserspiegel eines Glases, das am Fensterbrett aufgestellt war, sich kaum bewegte.“
Tatsächlich begannen aber auch die anderen Länderbahnen um 1900 herum mit der Umstellung auf Steinschlagbettung und den Einbau schwerer Schienen mit Metergewichten von 41,38 kg/m (Preußen) oder 43,5 kg/m (u. a. Baden, Bayern und Württemberg), um den Wartungsaufwand auf den stark belasteten Strecken zu reduzieren.

## Fahrleitung und Einspeisungsleitung

Einspeisepunkt der Drehstromfahrleitung südlich des Militärbahnhofs Marienfelde am Bahnübergang Buckower Chaussee, 1903

Die elektrische Fahrleitung wurde von Siemens gebaut und verlief statt mittig über dem Gleis seitlich versetzt mit 1,45 Meter Abstand zur Gleismitte. Die drei Fahrleitungsdrähte waren übereinander in Höhen von 5,50, 6,50 und 7,50 Meter über der Schienenoberkante angeordnet. Für die Fahrleitungen wurde Kupferdraht mit einem Querschnitt von je 100 mm² verwendet. Der Abstand der hölzernen Oberleitungsmasten betrug 35 m. Die Fahrleitung war in Abschnitte von je 1000 m aufgeteilt, diese Länge ergab sich aus den damaligen Fertigungs- und Abspannmöglichkeiten. Zunächst verloren die Stromabnehmer an den Übergängen konstruktionsbedingt kurzzeitig den Kontakt. Später wurden die Übergangsstellen so umgestaltet, dass ein ständiger Kontakt der Stromabnehmer zur Fahrleitung erreicht wurde.
Die Stromversorgung erfolgte vom Kraftwerk Oberspree in Oberschöneweide, das 1897 als erstes Drehstromkraftwerk Deutschlands in Betrieb genommen wurde. Die 12,5 km lange Versorgungsleitung wurde von der AEG vom Kraftwerk über Johannisthal und Buckow nach Marienfelde errichtet. Dabei kamen sowohl Freileitungen mit einem Querschnitt von 4 × 70 mm² als auch Erdkabel mit einem Querschnitt von 4 × 50 mm² (insbesondere im Bereich Schöneweide) zum Einsatz. Die aus Rundholz erstellten Freileitungsmasten besaßen eine Höhe von rund 8,00 m, der Abstand der vier Isolatoren betrug im Mittel 45 cm.
Der Einspeisepunkt befand sich bei km 8,5 am Bahnübergang Buckower Chaussee südlich vom Militärbahnhof Marienfelde. Zunächst wurden die Gleise hier mit einem Erdkabel gekreuzt. Für die Versuchsfahrten im Jahr 1903 wurde das Erdkabel gegen eine Freileitung getauscht und zusätzliche Überspannungssicherungen eingebaut.

## Fahrzeuge

AEG-Schnellbahnwagen beim Dauerbelastungstest auf dem Rollenprüfstand (linke Bildhälfte), 1901

Siemens-Schnellbahnwagen am Gleisdreieck während der Montage der elektrischen Ausrüstung, 1901

Der Kölner Waggonbauer Van der Zypen & Charlier baute den mechanischen Teil der Wagen, die Elektrounternehmen lieferten jeweils die elektrische Ausrüstung der beiden sechsachsigen Schnellbahnwagen, wie die Versuchsfahrzeuge damals bezeichnet wurden. Vorgaben waren, dass eine Achslast von 16 t nicht überschritten werden durfte und dass in den Fahrzeugen etwa fünfzig Personen Platz finden sollten. Die Wagenkästen unterschieden sich geringfügig. Der AEG-Wagen wies eine Länge von 21,00 m und eine Breite von 2,80 m auf; der Siemens-Wagen war mit 22,00 m Länge und 2,88 m Breite etwas größer. Bei den dreiachsigen Drehgestellen mit einem Achsstand von zunächst 3,80 m waren jeweils die äußeren Achsen angetrieben, der Durchmesser der Räder betrug 1,25 m.
Für den AEG-Schnellbahnwagen war der Fabrikdirektor Oskar Lasche verantwortlich. Die jeweils drei Stromabnehmer an den Fahrzeugenden waren einzeln hintereinander an Auslegern angeordnet. Der angelieferte Wagen wurde im AEG-Werk Brunnenstraße elektrisch ausgerüstet. Vor den eigentlichen Versuchsfahrten auf freier Strecke wurde der Wagen 1901 auf einem Rollenprüfstand untersucht, um das Verhalten der Achslager, der Motoren und weiterer Bauteile im Dauerbetrieb zu beobachten.

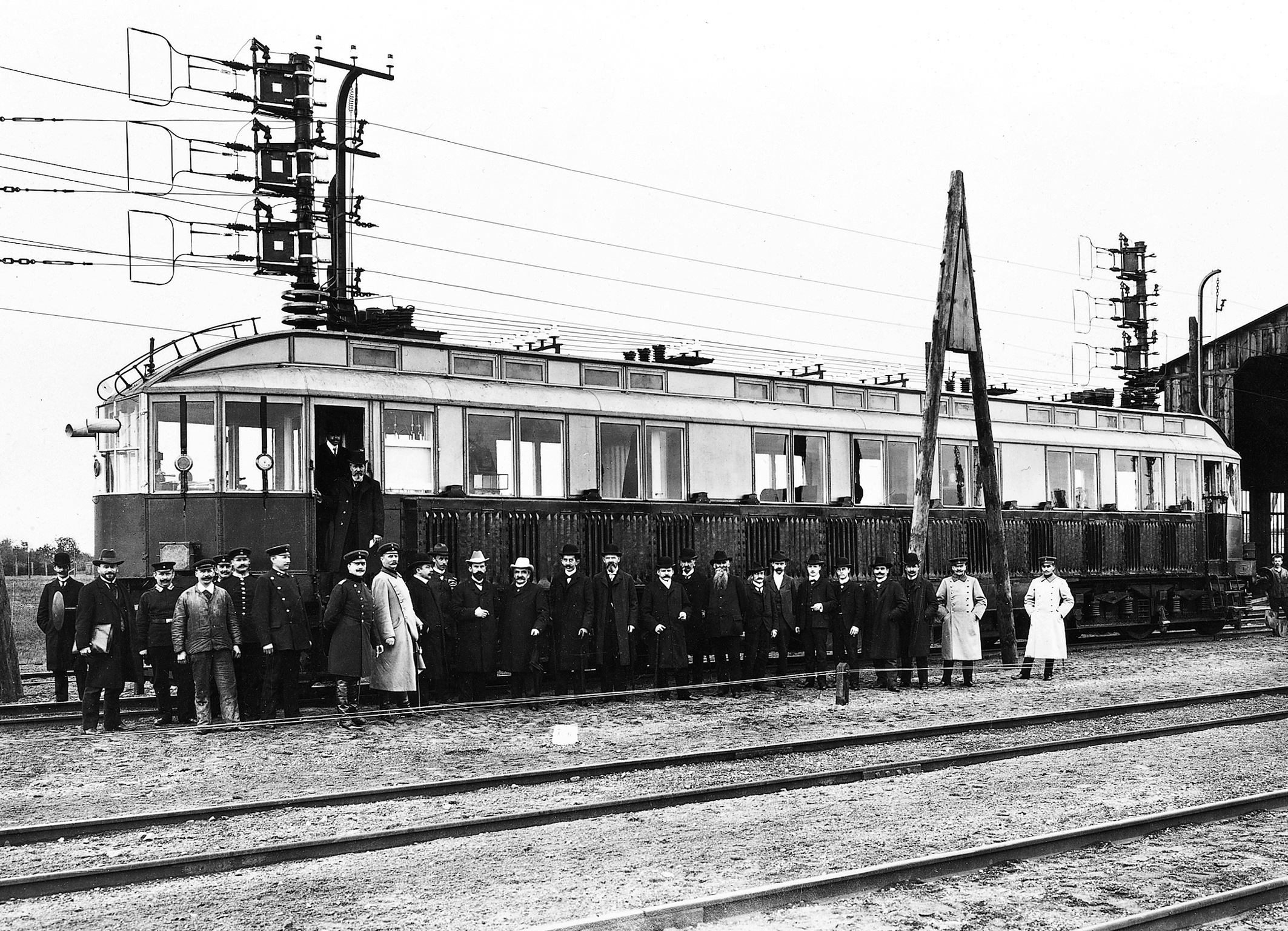
Siemens-Drehstrom-Schnellbahnwagen, erreichte im Jahr 1903 zunächst 206 und später 209 km/h

Der Siemens-Schnellbahnwagen wurde unter der Verantwortung von Walter Reichel entwickelt. Er besaß an beiden Wagenenden einen Mast mit je drei Stromabnehmern. Außen waren Widerstandssegmente aus dem Werkstoff Kruppin angebracht, der einen besonders hohen elektrischen Widerstand aufweist. Der Wagen wurde im Jahr 1901 zum Berliner Hochbahn-Gleisdreieck, das damals noch im Bau war, angeliefert. Dort gab es einen provisorischen Holzschuppen unmittelbar westlich des Hochbahnviadukts, in dem die elektrische Ausrüstung eingebaut werden konnte. Durch das in unmittelbarer Nähe befindliche Siemens-Hochbahnkraftwerk waren hier erste Tests der elektrischen Ausrüstung möglich.
Bei den beiden Schnellbahnwagen von AEG und von Siemens wurde der von der Fahrleitung zugeleitete Drehstrom mit einer Spannung von bis zu 14 kV zunächst über schwere Transformatoren auf eine niedrigere Spannung für die Fahrmotoren umgewandelt. Beim AEG-Wagen wogen die beiden Transformatoren zusammen 6,5 t, beim Siemens-Wagen sogar 12,0 t. Die Fahrmotoren waren für eine Dauerleistung von je 250 PS ausgelegt und arbeiteten mit Spannungen zwischen 435 und 1150 V. Das Gesamtgewicht der beiden Schnellbahnwagen lag jeweils bei etwas über 90 t.

Vierachsige Siemens-Drehstrom-Lokomotive von 1902

Als drittes Versuchsfahrzeug baute Van der Zypen & Charlier 1902 eine leichtere vierachsige Elektrolokomotive, die ebenfalls von Siemens ausgerüstet wurde. Bei dieser Lokomotive konnten die Fahrmotoren direkt mit der hohen Fahrleitungs-Spannung gespeist werden. Entgegen der ursprünglichen Planung wurde nur eine Achse pro Drehgestell angetrieben. Das Gewicht dieser Lokomotive wird mit 40 t angegeben. Der Treibraddurchmesser betrug 1,25 m, der Achsstand der Drehgestelle 3,25 m. Der Antrieb erfolgte über ein Zahnradgetriebe auf die Treibachsen.

## Versuchsfahrten mit Geschwindigkeitsrekord

Versuchsfahrt des Siemens-Schnellbahnwagen von Zossen nach Marienfelde

Drehgestell des Siemens-Schnellbahnwagen mit dem auf 5,00 m verlängerten Achsstand, 1903

Für die Versuchsfahrten wurde ein detailliertes Programm mit den geplanten Fahrten und den zu untersuchenden Parametern aufgestellt. Zusätzlich wurden umfangreiche Sicherheitsauflagen der Aufsichtsbehörde festgelegt. In regelmäßigen Abständen wurde der Zustand der Strecke und der Fahrzeuge kontrolliert und die Beseitigung von Mängeln veranlasst. Zwischen dem 8. Oktober und dem 30. November 1901 fanden die Versuchsfahrten und Revisionsfahrten an 29 Tagen statt.
Die Versuchsfahrten im Jahr 1901 hatten gezeigt, dass die angestrebte Geschwindigkeit von 200 km/h mit den Drehstrom-Schnellbahnwagen grundsätzlich erreichbar sein sollte, wenn eine Reihe von Maßnahmen umgesetzt werden würde. Bei der Versuchsstrecke war die weitere Verstärkung des Oberbaus unerlässlich. Bei den Schnellbahnwagen war der Achsstand der Drehgestelle von 3,80 m auf 5,00 m zu vergrößern, um die Laufruhe zu verbessern. Da der Luftwiderstand bei den hohen Geschwindigkeiten eine wesentliche Größenordnung erreicht, wurden abnehmbare gewölbte oder keilförmige Frontverkleidungen angefertigt. Auch die Stromabnehmer waren zu überarbeiten. Schließlich mussten auch die Bremsen verstärkt werden, um die langen Bremswege zu verkürzen.
Im Herbst 1902 fanden weitere Versuchsfahrten statt, bei denen vor allem umfangreiche Messungen durchgeführt wurden. Dabei kam zwischen dem 17. und 26. Juni 1902 auch die vierachsige Siemens-Lokomotive zum Einsatz, bei der der Drehstrom mit 10 kV ohne Transformatoren in die Fahrmotoren eingespeist werden konnte. Diese Lok erreichte eine Geschwindigkeit von 120 km/h.
Zwischen Mitte September und Ende November 1903 fand nach der Überarbeitung der Strecke und der beiden Schnellbahnwagen eine erneute Serie von Schnellfahrversuchen statt, bei denen beide Schnellbahnwagen Tempo 200 übertrafen. Erstmalig wurde die 200 km/h-Schwelle am 6. Oktober 1903 vom Siemens-Schnellbahnwagen überschritten. Am 23. Oktober erzielte der Schnellbahnwagen von Siemens auf der vierten Fahrt des Tages von Zossen nach Marienfelde eine Geschwindigkeit von 206,7 km/h. Nur wenige Tage später, am 28. Oktober 1903, erreichte der AEG-Schnellbahnwagen auf der ersten Fahrt des Tages von Marienfelde nach Zossen kurz vor dem Bahnhof Rangsdorf die Rekordgeschwindigkeit von 210,2 km/h.

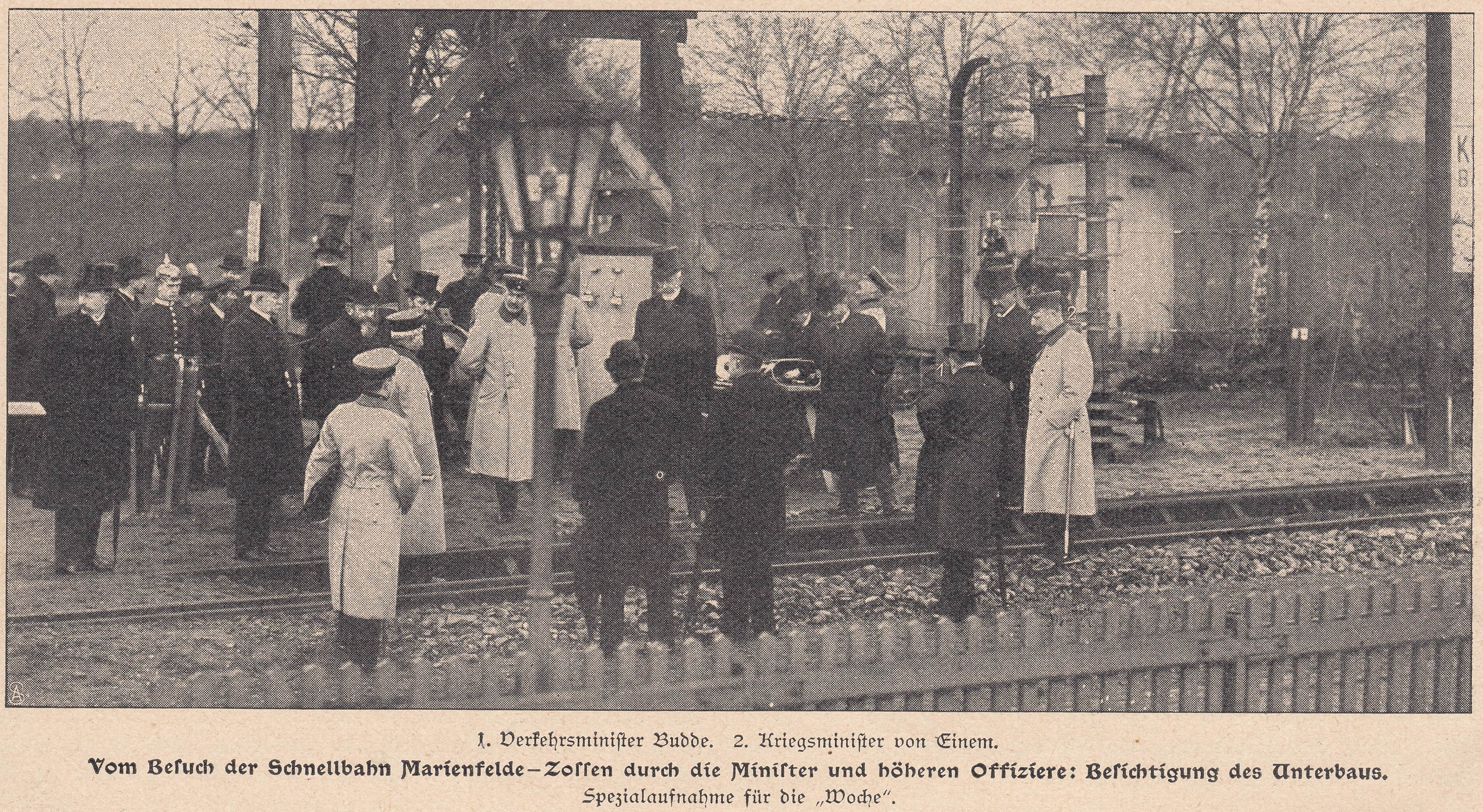
Die preußischen Minister von Budde und von Einem besichtigen den verstärkten Oberbau und eine kleine Ausstellung am Bahnhof Dahlewitz, 1903

Über die Versuchsfahrten wurde regelmäßig in der Tagespresse berichtet. Viele Schaulustige fuhren zu den Bahnhöfen Dahlewitz (in der Presse als Dahlwitz bezeichnet) und Rangsdorf, weil dort die jeweilige Höchstgeschwindigkeit erreicht wurde. In Dahlewitz war auch eine kleine Ausstellung mit Schaustücken von Fahrleitung und Stromabnehmer sowie einem Radsatz mit Fahrmotor aufgebaut. Am Bahnhof Rangsdorf der Militärbahn wurden während der Versuchsfahrten in den beiden Weichen die Herzstücke durch durchgehende Schienen ersetzt.
Weitere Versuchsfahrten fanden mit dem angehängten sechsachsigen Schlafwagen 78 der preußischen Staatsbahn statt, mussten aber bei einer Geschwindigkeit von 180 km/h aufgrund starker Schlingerbewegungen des Wagens abgebrochen werden. Bei diesem Wagen handelte es sich um den ersten sechsachsigen preußischen Schlafwagen aus dem Baujahr 1900 mit einem Gewicht von 44,3 t, einer Länge über Puffer von 19,74 m und einem Achsstand im Drehgestell von 3,65 m. Diesem Baumusterwagen folgten ab 1904 weitere 237 sechsachsige Schlafwagen. Außerdem wurde untersucht, wie sich die erreichbare Höchstgeschwindigkeit verringert, nachdem die gewölbten Frontpartien von den Schnellbahnwagen entfernt wurden.
Am 25. November 1903, kurz vor Abschluss der Versuchsfahrten, konnten beide Schnellbahnwagen erneut sehr hohe Geschwindigkeiten wiederholen. An diesem Tag erreichte auf der zweiten Fahrt von Zossen nach Marienfelde der AEG-Schnellbahnwagen eine Höchstgeschwindigkeit von 205 km/h, auf der dritten Fahrt von Marienfelde nach Zossen kam der Siemens-Schnellbahnwagen mit 209 km/h fast an die Rekordgeschwindigkeit des AEG-Wagens vom 28. Oktober heran. Der Wert von 210,2 km/h hatte 28 Jahre lang Bestand und konnte erst 1931 vom Schienenzeppelin übertroffen werden.
Die Versuche zeigten, dass mit Eisenbahnfahrzeugen weit höhere Geschwindigkeiten zu erreichen waren, als sie die damalige Betriebsordnung für Hauptbahnen vorsah. So erfolgreich die Versuche aus technischer Sicht waren, ließ sich wirtschaftlich aus ihnen erst auf lange Sicht Gewinn ziehen. Insbesondere die beiden Elektro-Unternehmen wollten jedoch rasch die Früchte der Arbeit ernten und legten Anfang 1904 eine Denkschrift für eine Schnellbahn zwischen Berlin und Hamburg vor, deren Realisierung jedoch abgelehnt wurde.
Wesentliche Gründe für das vorläufige Scheitern der Technik in Deutschland waren neben der komplizierten Oberleitung die damals eingeschränkten Regelmöglichkeiten von Drehstrommotoren auf den Fahrzeugen. Die Höchstgeschwindigkeit der Schnellbahnwagen wurde durch Erhöhung der Drehstromfrequenz im Kraftwerk mit beeinflusst – ein Verfahren, dass für den Bahnalltag mit vielen Fahrzeugen an derselben Stromversorgung nicht praktikabel gewesen wäre. Erst mit dem Aufkommen der Leistungselektronik in den 1960er Jahren ließen sich diese Probleme lösen.
In Nord-Italien hingegen wurde 1902 die 105 km lange Veltlinbahn mit 3.000 V/15,6 Hz Drehstrom elektrifiziert. Dort verwendete man eine zweipolige Oberleitung, der dritte Pol wurde über die Fahrschienen versorgt.
Aufgrund der positiven Erfahrungen wurde dieses „Trifase“-System auf viele weitere Strecken in Norditalien, darunter auch den Simplontunnel ausgedehnt und bis 1976 betrieben.
Vom 19. Januar bis zum 19. April 1904 folgten auf der Militärbahnstrecke Versuchsfahrten mit ausgewählten Dampflokomotiven.
Auf der Louisiana Purchase Exposition, der Weltausstellung in St. Louis im selben Jahr, wurden große Fotografien der Wagen gezeigt und die Versuchsfahrten eingehend beschrieben. Die erhofften Aufträge blieben jedoch aus.
Der Berliner Verleger August Scherl griff die Schnellfahrversuche einige Jahre später auf und entwarf 1909 eine Konzeption für ein neues Schnellbahnsystem mit aus damaliger Sicht sehr futuristischen Zügen und kreuzungsfreien Trassen.

## Ende der Gesellschaft
Nachdem die Studiengesellschaft ihren Zweck erfüllt hatte, wurde im Dezember 1905 der Beschluss zur Liquidation gefasst. Das Streckengleis der Militärbahn wurde nach dem Ersten Weltkrieg zwischen Berlin und Zossen stillgelegt und Mitte der 1920er Jahre abgebaut.

## Verbleib der Versuchsfahrzeuge

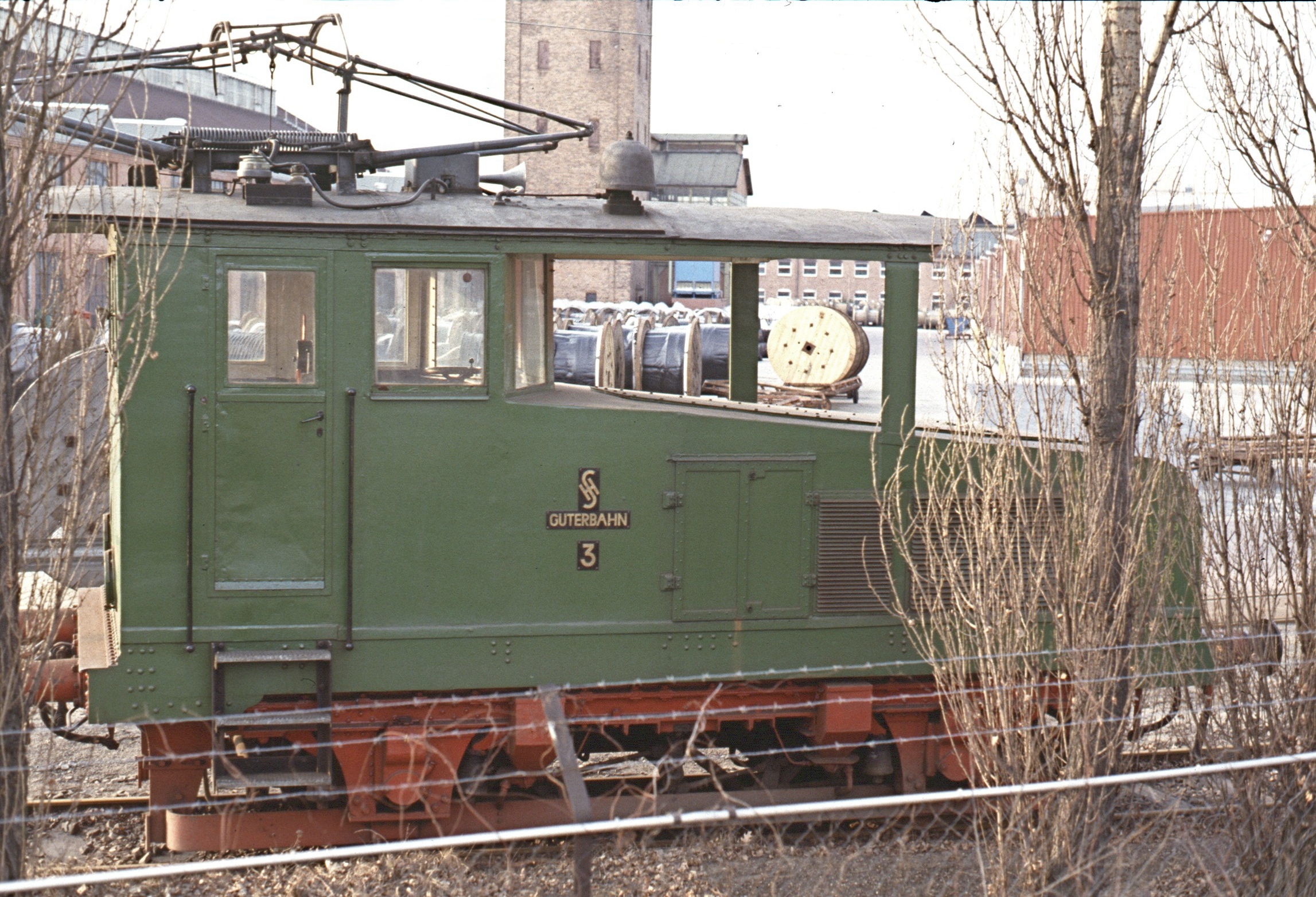
Die Lok 3 der Siemens-Güterbahn entstand aus der vierachsigen Drehstrom-Lokomotive, 1988

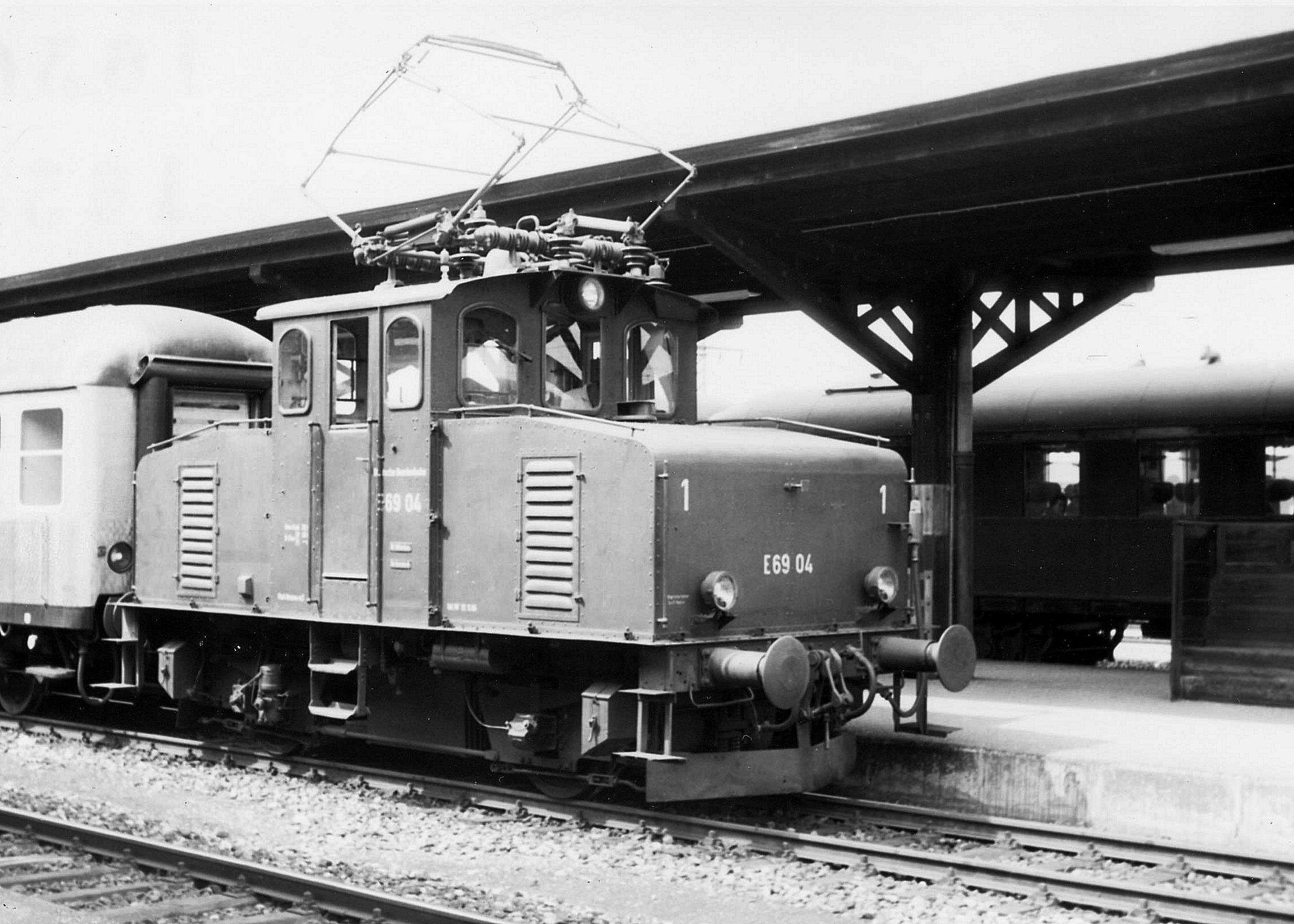
Die Lok E 69 04 mit symmetrischen Aufbau in Murnau, 1967

Die vierachsige Siemens-Lokomotive wurde nach den Drehstromversuchsfahrten für Versuche mit Einphasenwechselstrom umgebaut und ab 1906 auf dem im Entstehen befindlichen neuen Siemens-Werksgelände in Berlin an der Nonnendammallee (später als Berlin-Siemensstadt bezeichnet) erprobt. Mit der Lokomotive wurde der Einphasenwechselstrom-Versuchsbetrieb Seebach–Wettingen in der Schweiz vorbereitet, sie wurde sogar zu Probefahrten auf diese Strecke überführt. Die vierachsige Lokomotive wurde erst gegen Ende des Ersten Weltkriegs zerlegt; aus ihren Teilen wurden zwei Zweiachser-Lokomotiven mit Gleichstrom- bzw. Einphasenwechselstrom-Motoren gebaut.
- Aus der einen Hälfte entstand die Lok 3 der Siemens-Güterbahn in Berlin-Siemensstadt. Die eigenartige Bauform lässt erahnen, dass die Lok eine besondere Geschichte hatte. Sie befindet sich im Bestand des Deutschen Technikmuseums in Berlin und ist im ersten Ringlokschuppen ausgestellt.[49]
- Die zweite Lok ist relativ bekannt, aus ihr wurde nach weiteren Umbauten die E 69 04, die viele Jahre auf der Bahnstrecke Murnau–Oberammergau fuhr. Ursprünglich sah sie aus wie die Lok der Siemens-Güterbahn, sie erhielt in den 1930er Jahren einen symmetrischen Aufbau mit Mittelführerstand. Diese Lok befindet sich als Denkmal vor dem Bahnhof Murnau.

Zum Verbleib der beiden sechsachsigen Schnellbahnwagen von Siemens und von der AEG, die beide Geschwindigkeiten von über 200 km/h erreichten und damit für die damalige Zeit Meilensteine der technischen Entwicklung darstellten, gibt es bislang nur wenige Hinweise. So sollen sie dem Bau- und Verkehrsmuseum Berlin geschenkt worden sein, konnten dort aber aus Platzgründen nicht ausgestellt werden. An wechselnden Orten untergestellt, fielen sie schließlich im Zweiten Weltkrieg Bombenangriffen zum Opfer.

## Denkmäler und Erinnerungen

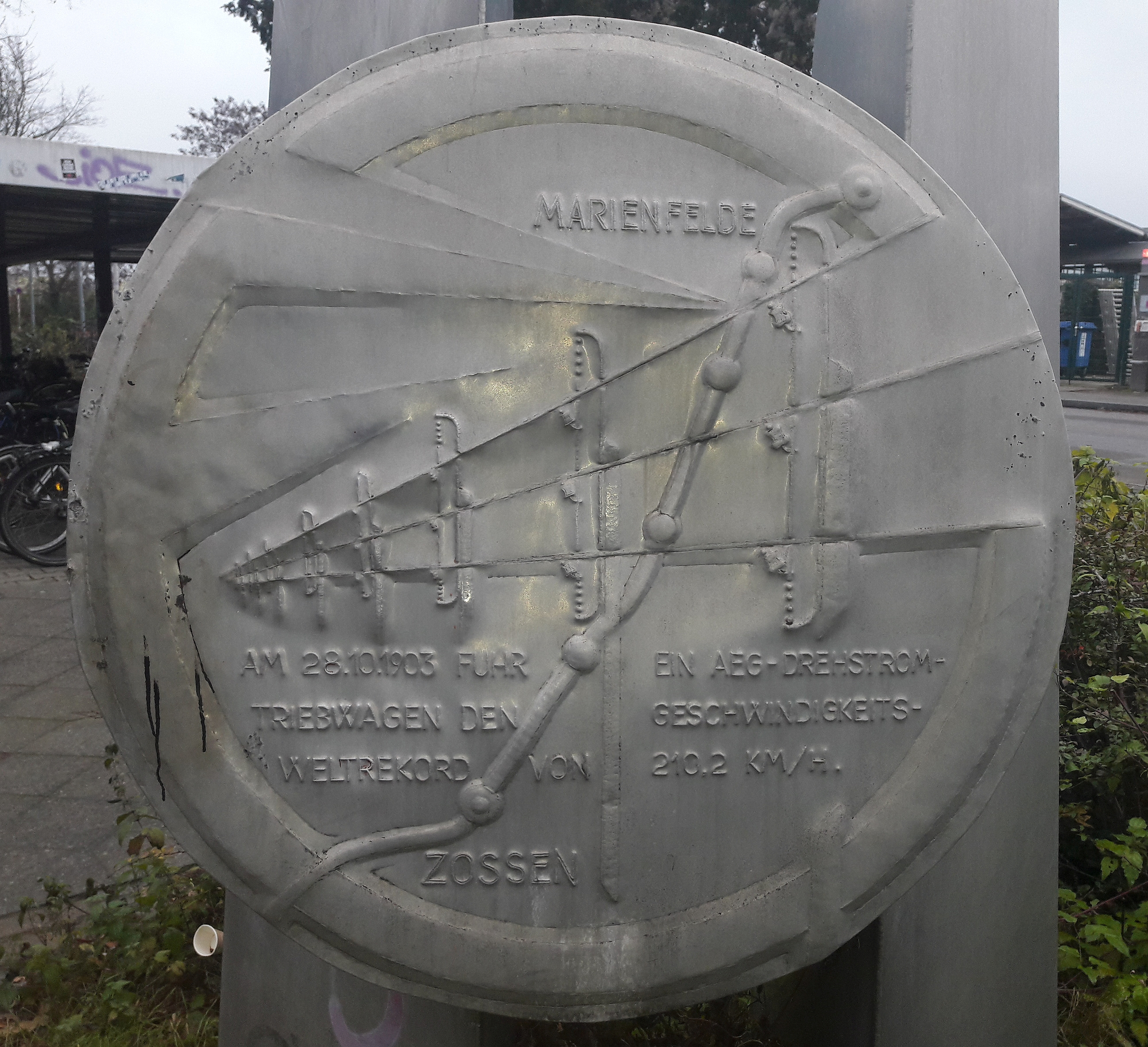
Denkmalsplakette am Bahnhof Berlin-Marienfelde, 2020

Im Dezember 1985 ließ das Bezirksamt Tempelhof am Bahnhof Marienfelde eine Plastik der Künstler Irene Schultze-Seehof und Maximilian Pfalzgraf aufstellen, die an die Weltrekordfahrt vom 28. Oktober 1903 erinnert. Das Denkmal besteht aus Aluminium und zeigt einen aufgeteilten preußischen Meilenstein mit zwei großen runden Plaketten, auf denen Einzelheiten zur Rekordfahrt dargestellt sind, darunter die dreipolige Fahrleitung und der Streckenverlauf.

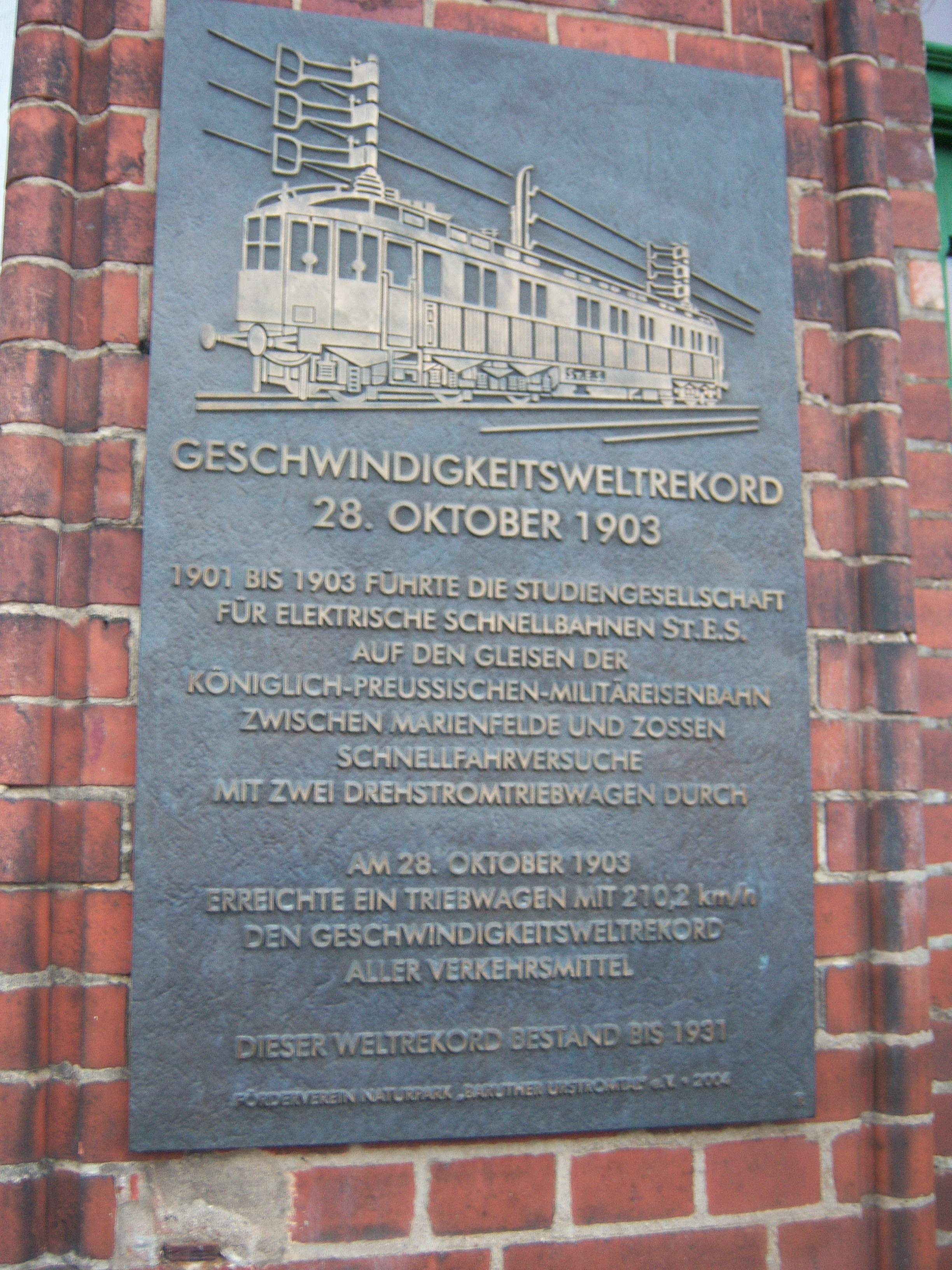
Denkmalplatte am Bahnhof Zossen, 2009

Am ehemaligen Militärbahnhof in Zossen wurde durch den Förderverein Naturpark Baruther Urstromtal e. V. im Oktober 2004 ebenfalls eine bronzene Gedenktafel an den Geschwindigkeitsweltrekord vom 28. Oktober 1903 eingeweiht, die allerdings den Siemens-Schnellbahnwagen zeigt.
Ein Modell des Siemens-Schnellbahnwagens im Maßstab 1:20 aus dem Jahr 1906 befand sich in der Sammlung des Verkehrs- und Baumuseums Berlin und ging in den Bestand des Deutschen Technik Museums Berlin über. Ein Fahrleitungsträger der Drehstromoberleitung war im Bau- und Verkehrsmuseum ausgestellt und ist heute im Lokschuppen des Berliner Technikmuseums zu sehen. Ein Siemens-Stromabnehmerbügel und ein Teil des Fahrleitungsträgers befindet sich im Bestand des DB-Museums und wurde im Sommer 2023 im Rahmen der Sonderausstellung Futurails in Nürnberg gezeigt. Die Firma Siemens besitzt ebenfalls ein Modell des Siemens-Schnellbahnwagen.